# Abel Santamaría

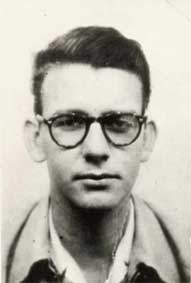
Abel Santamaría

Abel Benigno Santamaría Cuadrado (* 20. Oktober 1927 in Encrucijada; † 26. Juli 1953 in Santiago de Cuba) war ein Führer der Kubanischen Revolution.

## Leben
Der Sohn des aus Spanien stammenden Ehepaars Benigno Santamaría und Joaquina Cuadrado zog 1947 aus seiner zentralkubanischen Heimatprovinz Las Villas nach Havanna um, wo er als kaufmännischer Angestellter arbeitete und sich in der oppositionellen sozialdemokratischen Partido del Pueblo Cubano (Ortodoxos) engagierte. Dabei lernte er 1952 kurz nach dem Militärputsch Fulgencio Batistas den gleichaltrigen Parteifreund Fidel Castro kennen, mit dem er sich in der Folge über mögliche Formen des revolutionären Widerstands gegen die Diktatur austauschte. 1953 organisierten sie eine Gruppe von überwiegend jungen radikalen Gleichgesinnten, die sich aus Anlass des 100. Geburtsjahrs des Freiheitshelden José Martí Generación del Centenario nannten („Generation des 100. Jubiläums“). Gemeinsam erarbeiteten sie den Plan zum bewaffneten Sturm auf die Moncada-Kaserne in Santiago de Cuba. Santamaría nahm als stellvertretender Befehlshaber an der Aktion am 26. Juli 1953 teil und geriet dabei, ebenso wie seine Schwester Haydée Santamaría, in Gefangenschaft. Er wurde anschließend in einem Militärgefängnis gefoltert. Er weigerte sich, gegen seine Gefährten auszusagen und wurde getötet.
Als ranghöchstes unter den ersten Opfern der Vorläufer der Bewegung des 26. Juli wurde Santamaría zu einer als Märtyrer verehrten Symbolfigur der Kubanischen Revolution. Seine Schwester Haydée, die sich in unterstützenden Funktion ebenfalls am Sturm auf die Moncada-Kaserne beteiligt hatte, blieb eine zentrale Aktivistin der Rebellenbewegung Castros und wirkte ab 1959 als führende Kulturfunktionärin.

## Ehrungen
Nach Abel Santamaría sind in mehreren kubanischen Städten Straßen, Parks, Gebäude und ganze Stadtteile benannt, unter anderem erhielt auch die Zuckerfabrik seines Geburtsortes seinen Namen. In Pinar del Río trägt das Universitätsklinikum seinen Namen, im Geburtshaus Santamarías in Encrucijada sowie in der ehemaligen Wohnung der Geschwister in Havanna befinden sich Museen.
Die Medaille „Abel Santamaría“ wird vom kubanischen Staat an Jugendliche verliehen, die bemerkenswerte Leistungen in verschiedenen Bereichen erreicht haben, etwa politisches Engagement, Arbeit, Sport, künstlerisches Schaffen usw.

## Filmische Darstellung
2002 wurde Abel Santamaria in dem Spielfilm Fidel & Che von dem mexikanischen Schauspieler Manuel Sevilla dargestellt.